# Список произведений Вильгельма Котарбинского
Данная статья содержит информацию о живописных и графических произведениях русского/польского художника Вильгельма Котарбинского (1848—1921).

## Список

### Живопись
| #  | Картина | Название                          | Год создания | Техника          | Размеры (см) | Галерея                                                                            | Инв.№        | Прим. |
| -- | ------- | --------------------------------- | ------------ | ---------------- | ------------ | ---------------------------------------------------------------------------------- | ------------ | --- |
| 1  |         | «Две римлянки»                    | после 1872   | Холст, масло     | 100 × 51,5   | Национальный музей, Варшава                                                        | MP 2417      | Подпись внизу справа: WKotarbiński / Roma                                                                                 |
| 2  |         | «Воскрешение сына Наинской вдовы» | 1879         | Холст, масло     | 149 × 222    | Национальный музей, Варшава                                                        | MP 1073      | Подпись, место и дата: Wilhelm/Kotarbiński/Roma/1879                                                                      |
| 3  |         | «Три Марии у гроба Христа»        | 1879         | Холст, масло     | 151 × 223    | Национальный музей, Варшава                                                        | MP 1074      | Подпись, место и дата: Wilhelm/Kotarbiński/Roma/1879                                                                      |
| 4  |         | «Увенчание поэта»                 | 1881         | Холст, масло     | 180 × 90     | Музей Замойских, Козлувка                                                          |              | [ 4 ] |
| 5  |         | «Могила самоубийцы»               | ок. 1900     | Холст, масло     | 139 × 80,5   | Национальный музей, Варшава                                                        | MP 1072      | Подпись: Wilhelm/Kotarbiński                                                                                              |
| 6  |         | «Могила самоубийцы» II            | ок. 1900     | Холст, масло     | 212 × 142    | Национальный музей, Краков                                                         | MNK II-b-539 | [ 6 ] |
| 7  |         | «Оргия»                           | сер. 1890-х  | Холст, масло     | 500 × 300    | Государственный Русский музей, Санкт-Петербург                                     |              | Поступление. В 1898 г. в Русский Музей Императора Александра III                                                          |
| 8  |         | «Сфинкс и призрак женщины»        | 1890-е       | Холст, масло     | 75 × 138     | Национальный музей, Варшава                                                        | 191545       | [ 8 ] |
| 9  |         | «Песня невольниц»                 |              | Холст, масло     | 120 × 124,5  | Массандровский дворец, пгт. Массандра, Ялта                                        |              | [ 10 ] |
| 10 |         | «Бой кентавров с лапифами»        |              | Холст, масло     | 143 × 283    | Киевская картинная галерея, Киев                                                   | Ж-768        | Справа внизу подпись: W Kotarbinski Собрания, владельцы. ВИМ им. Т.Г. Шевченко Поступление. В 1934 г. с ВИМ Т.Г. Шевченко |
| 11 |         | «Восточная сцена»                 |              | Бумага, акварель | 61 × 95      | Sotheby's                                                                          |              | Подпись справа внизу |
| 12 |         | «Портрет Эмилии Праховой»         | 1920-е       | Холст, масло     | 200 × 125    | Собрание И. Понамарчука, Киев (Городской музей «Духовные сокровища Украины»), Киев |              | [ 15 ] |
| 13 |         | «Мечты»                           | Конец XIX в. | Холст, масло     | 46,3 × 36,6  | Галерея «Арткапитал», Киев                                                         | 11043        | Справа внизу подпись |

### Графика
| #  | Картина | Название                                                                                     | Год создания    | Техника                                | Размеры (см)                | Галерея                                                      | Инв.№  | Прим. |
| -- | ------- | -------------------------------------------------------------------------------------------- | --------------- | -------------------------------------- | --------------------------- | ------------------------------------------------------------ | ------ | --- |
| 1  |         | «Стрельба из лука»                                                                           | 1895            | Бумага, акварель                       | 49 × 202                    | Киевская картинная галерея, Киев                             | Рг-924 | Справа внизу подпись: W.Kotarbiński Поступление. До 1941. Источник поступления неизвестен |
| 2  |         | «Терновый венец»                                                                             | Не позднее 1897 | Бумага, сепия                          | 33,5 × 64,4 (видимая часть) | Киевская картинная галерея, Киев                             |        | [ 12 ] |
| 3  |         | «Мефистотель» (рисунок со скульптуры). Наброски Мефистотеля                                  | 1891            | Бумага, тушь, перо                     | 17,5 × 22,5                 | Киевская картинная галерея, Киев                             |        | Вверху подпись и авторская подпись: Котарбинскій Кіевъ 1891 (З?) г. |
| 4  |         | «Две нимфы»                                                                                  | 1891            | Бумага, сепия                          | 65,5 × 32,3                 | Киевская картинная галерея, Киев                             |        | Справа внизу подпись: Wilhelm Kotarbiński |
| 5  |         | «Битва в воздухе. Орёл»                                                                      |                 | Бумага, сепия                          | 63,8 × 30,7                 | Сумской областной художественный музей им. Н. Онацкого, Сумы | Г-64   | Справа внизу подпись: Wilhelm Kotarbiński Собрание, владельцы. Собрание М. Г. Гансена, Киев-Сумы. Поступление. В начале 1920-х из коллекции О. Г. Гансена                                                                                    |
| 6  |         | «К звёздам. Поцелуй ангела»                                                                  |                 | Бумага, сепия                          | 63,8 × 30,9                 | Сумской областной художественный музей им. Н. Онацкого, Сумы | Г-65   | Справа внизу подпись: Wilhelm Kotarbiński Собрание, владельцы. Собрание М. Г. Гансена, Киев-Сумы. Поступление. В начале 1920-х из коллекции О. Г. Гансена                                                                                    |
| 7  |         | «Смерч. Ангел с поднятым мечом»                                                              |                 | Бумага, сепия                          | 64,2 × 30,5                 | Сумской областной художественный музей им. Н. Онацкого, Сумы | Г-66   | Справа внизу подпись: Wilhelm Kotarbiński Собрание, владельцы. Собрание О. Г. Гансена, Киев-Сумы. В начале 1920-х из коллекции О. Г. Гансена                                                                                                 |
| 8  |         | «Возле могилы»                                                                               |                 | Бумага, сепия                          | 30,8 × 66,4                 | Сумской областной художественный музей им. Н. Онацкого, Сумы | Г-67   | Справа внизу подпись: Wilhelm Kotarbiński Собрание, владельцы. Собрание О. Г. Гансена, Киев-Сумы. В начале 1920-х из коллекции О. Г. Гансена                                                                                                 |
| 9  |         | «Рабы»                                                                                       |                 | Бумага, сепия                          | 31,8 × 66,4                 | Сумской областной художественный музей им. Н. Онацкого, Сумы | Г-69   | Справа внизу подпись: Wilhelm Kotarbiński Собрание. Владельцы. Собрание О. Г. Гансена, Киев; Киевский государственный музей русского искусства У 1939 г. с Киевского государственного музея русского искусства                               |
| 10 |         | «Сценки из жизни во дворце». Одиннадцать акварельных рисунков                                |                 | Бумага, акварель                       | 5,1 × 11,8                  | Сумской областной художественный музей им. Н. Онацкого, Сумы | Г-252  | Справа внизу подпись: Wilhelm Kotarbiński Собрание, владельцы. Собрание М. Г. Гансена, Киев-Сумы. Поступление. В начале 1920-х из коллекции О. Г. Гансена                                                                                    |
| 11 |         | «Распятие»                                                                                   | Конец XIX в.    | Бумага, сепия                          | 42,5 × 84,5                 | Музей истории города Киева                                   | Г-252  | Внизу — справа подпись: «WK», слева подпись-монограмма Елены Адриановны Праховой: ЕАП Собрание, владельцы. Собрание Е.А. Праховой, Москва; О.И. Троян Москва (до 1989) Поступление. В 1989 г. куплена у О.И. Троян, племянницы Е.А. Праховой |
| 12 |         | «Разговор»                                                                                   | Конец XIX в.    | Бумага, сепия                          | 42,5 × 84,5                 | Музей истории города Киева                                   | Гр-976 | Внизу — справа подпись: «WK», слева подпись-монограмма Елены Адриановны Праховой: ЕАП Собрание, владельцы. Собрание Е.А. Праховой, Москва; О.И. Троян Москва (до 1989) Поступление. В 1989 г. куплена у О.И. Троян, племянницы Е.А. Праховой |
| 13 |         | «Бог-Создатель» Эскиз-вариант к циклу росписей «Дни творения» во Владимирском соборе в Киеве |                 | Бумага, черная акварель                | 137 × 70                    | Частное собрание, Киев                                       |        | Справа внизу подпись: W.Kotarbiński |
| 14 |         | «Голова монаха»                                                                              |                 | Бумага, уголь                          | d=50 (круг)                 | Частное собрание, Киев                                       |        | [ 28 ] |
| 15 |         | «Серафим»                                                                                    |                 | Бумага, карандаш, растушёвка           | 80 х 26                     | Частное собрание, Киев                                       |        | [ 19 ] |
| 16 |         | «Над водой»                                                                                  |                 | Бумага, тушь, перо, кисть              | 104 х 68                    | Частное собрание, Киев                                       |        | [ 19 ] |
| 17 |         | «Украинский пейзаж»                                                                          |                 | Бумага, тушь, перо, графитный карандаш | 103 х 68                    | Частное собрание, Киев                                       |        | Внизу слева почти утраченная подпись: Котарб |
| 18 |         | «Паутина»                                                                                    |                 | Бумага, тушь, перо                     | 104 х 68                    | Частное собрание, Киев                                       |        | [ 19 ] |
| 19 |         | «Над гнездом»                                                                                |                 | Бумага, тушь, перо                     | 104 х 68                    | Частное собрание, Киев                                       |        | [ 19 ] |
| 20 |         | «На скамье» (Элегия)                                                                         |                 | Бумага, тушь, перо                     | 104 х 68                    | Частное собрание, Киев                                       |        | [ 19 ] |
| 21 |         | «Вьюнок»                                                                                     |                 | Бумага, уголь                          | 200 х 34                    | Частное собрание, Киев                                       |        | [ 19 ] |
| 22 |         | Альбом рисунков В. Котарбинского                                                             | Конец XIX в.    | Бумага, тушь, перо, кисть              | 22,3 х 18                   | Коллекция Е.О. Димшица, Киев                                 |        | [ 19 ] |
| 23 |         | Альбом рисунков В. Котарбинского                                                             | Конец XIX в.    | Бумага, акварель, гуашь                | 33 х 49                     | Коллекция М.П. Белоусова, Киев                               |        | Справа внизу подпись и авторская подпись: Kotarbiński/Roma |
| 24 |         | «Евангельский сюжет»                                                                         |                 | Бумага, акварель                       | 30 × 40                     | Коллекция В.Г. Беркута, Киев                                 |        | Справа внизу авторская надпись и подпись: Елене Адриановне Праховой W Kotarbińsk |